# Passion Fruit
A Passion Fruit egy Pop/Eurodance együttes volt 1999 és 2001 között. Az eredeti tagok Blade (Manye Thompson), Dawn (Viola Schubbe), Pearl (Carla Sinclair) és MC Steve (Mario Zuber) volt. A későbbi formációt egy lánytrió alkotta  Nathaly(ie) van het Ende, Maria Serrano Serrano és Debby (Deborah St. Maarten). A csapat száma a "The Rigga-Ding-Dong-Song" 1999-ben toplistára került. A "Wonderland", "Sun Fun Baby" és a "Bongo Man" 2000 és 2001 között bekerült a Top 40-be.

## Repülőgép baleset
2001. november 24-én a csapat rajta ült a Crossair Flight 3597 gépén, ami Berlinből vitte volna őket Zürichbe. A repülő pár kilométerrel a leszállópálya előtt Bassersdorf városa mellett hegynek ütközött. Maria és Nathalie életét vesztette a szintén híres Melanie Thorntonnal együtt, Debby és a együttes menedzsere viszont súlyos sérülésekkel túlélte az ütközést.